# Slipknot (DC Comics)
Pour les articles homonymes, voir Slipknot (homonymie).
Slipknot est un super-vilain de fiction présent dans l'univers de DC Comics. Créé par Gerry Conway et Rafael Kayanan, le personnage apparait dès Fury of Firestorm vol. 2 #28 en octobre 1984.

## Biographie fictive
Slipknot, de son vrai nom Christopher Weiss, travaille dans une entreprise chimique dans le Sud des États-Unis. Il y développe une formule pour fabriquer des cordes incassables,.
Il est envoyé par l'organisation criminelle 2000 Committee, menée par Henry Hewitt, pour tuer Firestorm. Un autre vilain, Multiplex, kidnappe Lorraine Reilly. Firestorm vainc Slipknot et sauve la jeune femme.
La Suicide Squad a ensuite des vues sur Slipknot. Cette organisation gouvernementale offre des réductions de peine à des criminels, qui doivent pour cela survivre à diverses missions. En discutant avec son « collègue » Captain Boomerang, Slipknot découvre que des micro-bombes ont été intégrées dans le corps de chaque membre peu fiable de la Suicide Squad et que celles-ci explosent quand ils tentent de s’échapper. Alors que Captain Boomerang n'y croit pas, Slipknot décide de tester le dispositif d'Amanda Waller. Malheureusement pour Slipknot, il avait bel et bien un explosif et l'un de ses bras est déchiqueté.
Durant les évènements de Identity Crisis, Slipknot est emprisonné et se laisse séduire par le culte voué à Kobra. Il est le suspect n°1 de la tentative d'assassinat de Jean Loring, Superman ayant trouvé un nœud de corde - la marque de fabrique de Slipknot, comme l'a remarqué Oracle.

## Pouvoirs et capacités

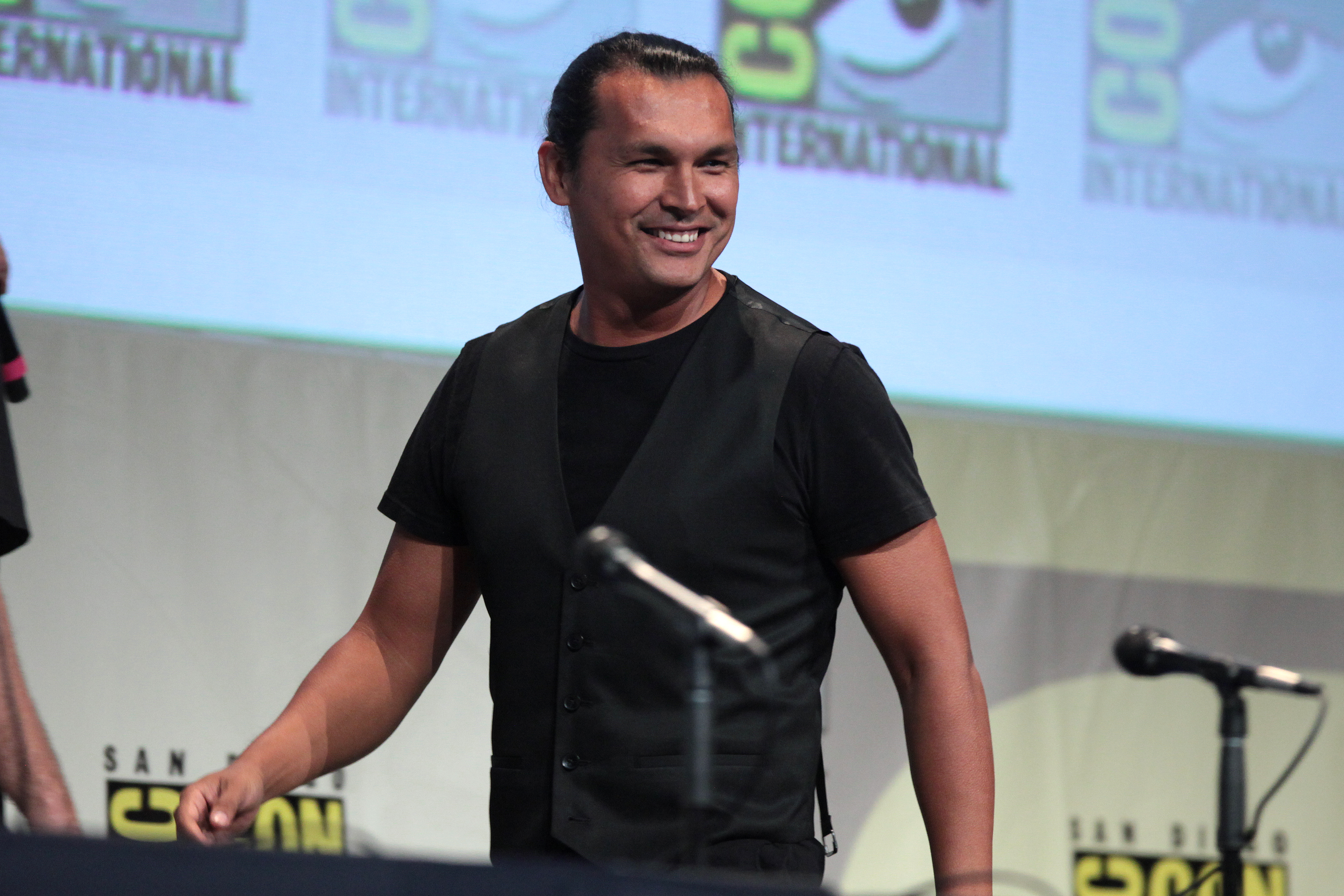
L'acteur Adam Beach interprète le personnage dans l'univers cinématographique DC.

Slipknot n'a pas de pouvoirs spéciaux ou magiques, mais est un maître dans le maniement de ses cordes incassables qu'il a lui-même inventées.

## Apparitions dans d'autres médias
Adam Beach interprète le personnage dans le film de l'univers cinématographique DC, Suicide Squad, sorti en août 2016.